# Aleksandra Utrecht
Aleksandra Utrecht (ur. 19 grudnia 1928 w Kościanie, zm. 3 grudnia 2024) – polska pianistka i pedagog.

## Życiorys
Swój pierwszy publiczny występ dała już w wieku pięciu lat. Studiowała grę na fortepianie u Gertrudy Konatkowskiej i Stanisława Szpinalskiego. Od 1960 roku często koncertowała w czołowych salach koncertowych Polski, Czechosłowacji, Rumunii i ZSRR. Miała w swoim repertuarze ponad 40 koncertów i 25 programów recitali, obejmujących arcydzieła wszystkich epok. Szczególny sukces przyniosły jej wykonania utworów Bacha, Beethovena, Schumanna, Chopina, a także kompozytorów współczesnych, takich jak Schönberg, Strawiński, Berg, Bartok, Prokofiew, Bacewicz, Schaffer, Carter. Brała udział w wielu festiwalach muzyki współczesnej, w tym w Festiwalu Warszawska Jesień. Ma na swoim koncie wiele prawykonań dzieł najwybitniejszych żyjących kompozytorów, a także szereg nagrań płytowych, radiowych i archiwalnych.

## Dyskografia
| Rok  | Tytuł | Artyści                                                      | Wydawca                 | Numer katalogowy |
| ---- | --- | ------------------------------------------------------------ | ----------------------- | ---------------- |
| 1968 | Ignacy Jan Paderewski – Sonata a-moll na skrzypce i fortepian op. 13 Grażyna Bacewicz – IV Sonata na skrzypce i fortepian | Aleksandra Utrecht - fortepian Edward Statkiewicz - skrzypce | Polskie Nagrania „Muza” | XL 0505          |
|      | J.S. Bach – 30 Inwencji dwu- i trzygłosowych BWV 772-801                                                                  | Aleksandra Utrecht - fortepian                               | Polskie Nagrania „Muza” | SXL 0539         |
| 1970 | Robert Schumann – „Dichterliebe” op. 48                                                                                   | Aleksandra Utrecht - fortepian Eugeniusz Sąsiadek - tenor    | Polskie Nagrania „Muza” | XL 0541          |
|      | J.S. Bach – Wariacje Goldbergowskie BWV 988                                                                               | Aleksandra Utrecht - fortepian                               | Polskie Nagrania „Muza” | SXL 0674         |
|      | Karol Szymanowski – III Sonata op. 36 Karol Szymanowski – Metopy op. 29                                                   | Aleksandra Utrecht - fortepian                               | Polskie Nagrania „Muza” | SXL 0973         |
|      | Feliks Nowowiejski – Koncert fortepianowy d-moll op. 60 „Słowiański”                                                      | Aleksandra Utrecht - fortepian Krzysztof Missona - dyrygent  |                         |                  |